# Allochrusa paniculata
Allochrusa paniculata är en nejlikväxtart. Allochrusa paniculata ingår i släktet Allochrusa och familjen nejlikväxter.

## Underarter
Arten delas in i följande underarter:
- A. p. ferganensis
- A. p. paniculata